# Рабо, Анри
Анри́ Рабо́ (фр. Henri Rabaud; 10 ноября 1873, Париж — 11 сентября 1949) — французский композитор и дирижёр.
Происходил из рода потомственных музыкантов: отец Ипполит Рабо (фр. Hippolyte Rabaud; 1839—1900) был профессором виолончели в Парижской консерватории, мать была певицей (для неё первоначально предназначалась партия Маргариты в опере Гуно «Фауст») и, в свою очередь, приходилась дочерью выдающемуся флейтисту Луи Дорюсу.
Учился в Парижской консерватории у Жюля Массне (композиция) и Андре Жедальжа (контрапункт), в 1894 г. был удостоен Большой Римской премии за кантату «Дафна». В 1908—1918 гг. Рабо был дирижёром Парижской Оперы, в 1918–1919 гг. работал в США, где возглавлял Бостонский симфонический оркестр. В 1920 г. с выходом на пенсию Габриэля Форе Рабо занял пост директора Парижской консерватории и оставался в этой должности до 1941 г. 
Рабо прославился консервативными взглядами, любил повторять: «Модернизм — это зло». С началом Второй мировой войны вошёл в руководство Комитета по делам искусств при вишистском правительстве Петена.
Композиторское наследие Рабо включает пять опер. Наибольший успех имела опера «Маруф, сапожник из Каира» (фр. Mârouf, savetier du Caire; 1914), написанная по мотивам «Тысяча и одной ночи». Среди симфонических сочинений Рабо выделяются Дивертисмент на темы русских песен, симфоническая поэма «Ночное шествие» (1896), «Эклога» по мотивам Вергилия; среди хоровых — оратория «Иов» (1900), среди камерных — виртуозное «Конкурсное соло» для кларнета (1901), написанное для выпускного конкурса в консерватории. Рабо также писал музыку к кинофильмам.